# Renault 5 Turbo
El Renault 5 Turbo es un automóvil de turismo del segmento B producido por el fabricante francés Renault entre los años 1980 y 1986. A pesar de su nombre, y al contrario de lo que pudiera parecer, no se trata de una versión del Renault 5 con el añadido de un turbocompresor al motor, como así se había hecho con el Renault 5 Alpine, conocido en España como Renault 5 Copa Turbo.  Se diseñó desde cero y mientras que el R5 convencional tenía motor y tracción delantera, el R5 Turbo disponía de un motor central con tracción trasera, pero lo que más llama la atención es su diseño externo, con un ancho de vías mayor, hecho que le valió el apelativo de «culo gordo». Se concibió como un automóvil de carreras y se homologó en la categoría de grupo 4 inicialmente y posteriormente como grupo B, categoría última que dominó las temporadas 1983 y 1986 del Campeonato del Mundo de Rally.
Renault desarrolló varias versiones del R5 Turbo. Una primera de la que se desarrolló la versión de competición que se llamó R5 Turbo Tour de Corse; una segunda llamada Renault 5 Turbo 2, que era prácticamente idéntica y se diferenciaba principalmente por el uso de acero en lugar de aluminio que lo hizo más pesado y un poco más lento en carretera; y finalmente el Renault Maxi 5 Turbo, que se concibió para ser homologado como grupo B, y además de ser la versión con mayor potencia estaba dotado de seis focos redondos completamente integrados en el frontal que lo hizo característico.
El Renault 5 Turbo debutó en competición en 1979 y consiguió, entre todas sus versiones, un total de cuatro victorias en el Campeonato del Mundo de Rally: la primera en el Rally de Montecarlo de 1981, pero más tarde la entrada de modelos con tracción a las cuatro ruedas como el Audi Quattro limitó el éxito del modelo francés pero no impidió que se convirtiera rápidamente en un icono del automovilismo. Además de en los rallies, también fue utilizado en competiciones en circuitos, especialmente en copas monomarca.
El concepto mecánico del R5 Turbo inspiró a la federación internacional en el momento de redactar el grupo B. La mayoría de los vehículos de esta categoría tenían motor central y tracción trasera al estilo del modelo francés.

## Desarrollo

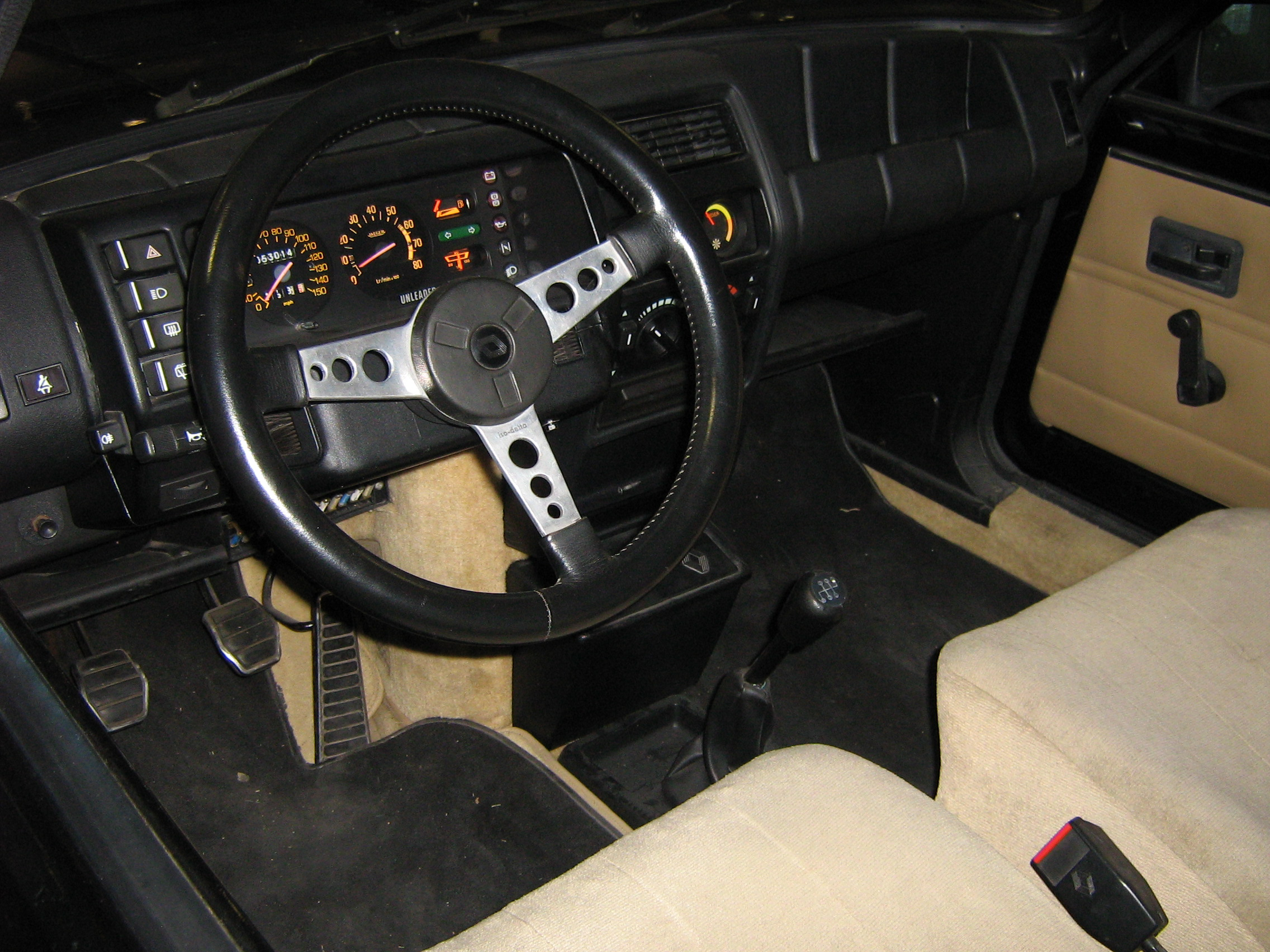
Interior del Renault 5 Turbo 2 de serie.

El éxito alcanzado por Lancia con el Lancia Stratos durante la década de los años 1970 en las competiciones de rally motivó al vicepresidente de producción de Renault, Jean Terramorsi, a desarrollar un vehículo que estuviera a la altura de su rival. El nuevo modelo debía estar basado en uno ya existente y además tenía que ser pequeño, ágil, ligero y de bajo costo. El primer boceto surgió del Gruppo Bertone, de la mano del diseñador Marc Deschamps, que realizó una nueva versión del Renault 5 con motor central, similar al Stratos, y tracción trasera, un concepto totalmente distinto respecto del R5 original. A Terramorsi le gustó la idea pero nunca llegó a verlo finalizado puesto que falleció ese mismo año. Henry Lherm le sucedió en el cargo y apostó por el mismo proyecto que había maravillado a Terramorsi. El proyecto arrancó en la localidad de Dieppe, en las mismas instalaciones de Renault Alpine, con un equipo reducido de sólo cuatro ingenieros que bautizó al modelo inicial del R5 Turbo: Proyecto 822.
En la elección del motor se desecharon varias opciones: un V6 de 2664 cc del Renault 30 por ser demasiado pesado, un 1995 cc con cuatro cilindros en línea del R20 TS por ser demasiado grande y un 1.6 cc turbo del Alpine A110. Finalmente se escogió un 1397 cc del Renault 5 Alpine hot hatch (conocido en el Reino Unido como Gordini). La carrocería fue diseñada por Marcello Gandini, también procedente de Bertone. El primer prototipo, bajo el nombre en clave de 822-01, lo probó el expiloto de carreras y director por entonces de Renault Sport, Gérard Larrousse, el 9 de marzo de 1978 en un circuito cercano a Dieppe. Con los resultados de ese primer test se vio la necesidad de mejorar aspectos como la suspensión, procedente del R5 Alpine de grupo y del Alpine A310, que necesitaba ser ajustada, y el peso del coche, que debería reducirse y para lo que finalmente se optó por utilizar aluminio en el capó y las puertas. Se buscaba que el primer prototipo fuese un vehículo de carreras de la categoría grupo 4; sin embargo, vio la luz bajo el nombre de Renault 5 Turbo. Se presentó una primera maqueta sin motor en el Salón del Automóvil de París de 1978 y la versión definitiva se presentó en el Salón del automóvil de Bruselas de 1980.
La producción en serie se inició en el mes de mayo de 1980 en la fábrica de Alpine, que paralizó temporalmente la línea de montaje del Alpine A310 para ensamblar las 400 unidades que la categoría obligaba a construir para obtener la homologación. Se fabricaron hasta 1986, entre todas su versiones y ediciones especiales, un total de 5007 unidades.

## Características
El R5 Turbo disponía de un motor Cléon-Fonte de 1397 cc con turbo montado en el centro del coche a efectos de distribución de peso. Contaba con tracción trasera y desarrollaba una potencia de 160 CV (118 kilovatios) a 6000 rpm y 221 Nm (22,5 kgm; 163 lb-pie) a 3250 rpm de par motor máximo, con una caja de cambios de cinco velocidades, que alcanzaba una velocidad punta de 218 km/h (135 millas por hora) y una aceleración de 0 a 100 km/h (62 millas por hora) en 7,7 segundos, haciéndolo diferente respecto al R5 convencional en su aspecto externo con unos pasos de rueda muy anchos (60 cm (23,6 pulgadas) añadidos) que además de darle un aspecto agresivo, le permitía insuflar más aire al motor. Su bajo peso se debía al habitáculo sencillo y con las puertas, capó y cola fabricados en aluminio. Para competir en rally se le dispuso de una suspensión dura, grandes frenos de disco y neumáticos muy inflados. Su éxito en rallies se debía a su facilidad de manejo, su buen agarre y al motor de grandes prestaciones. En cambio, en su interior era muy ruidoso, lo que incomodaba a sus ocupantes.

### Renault 5 Turbo 2

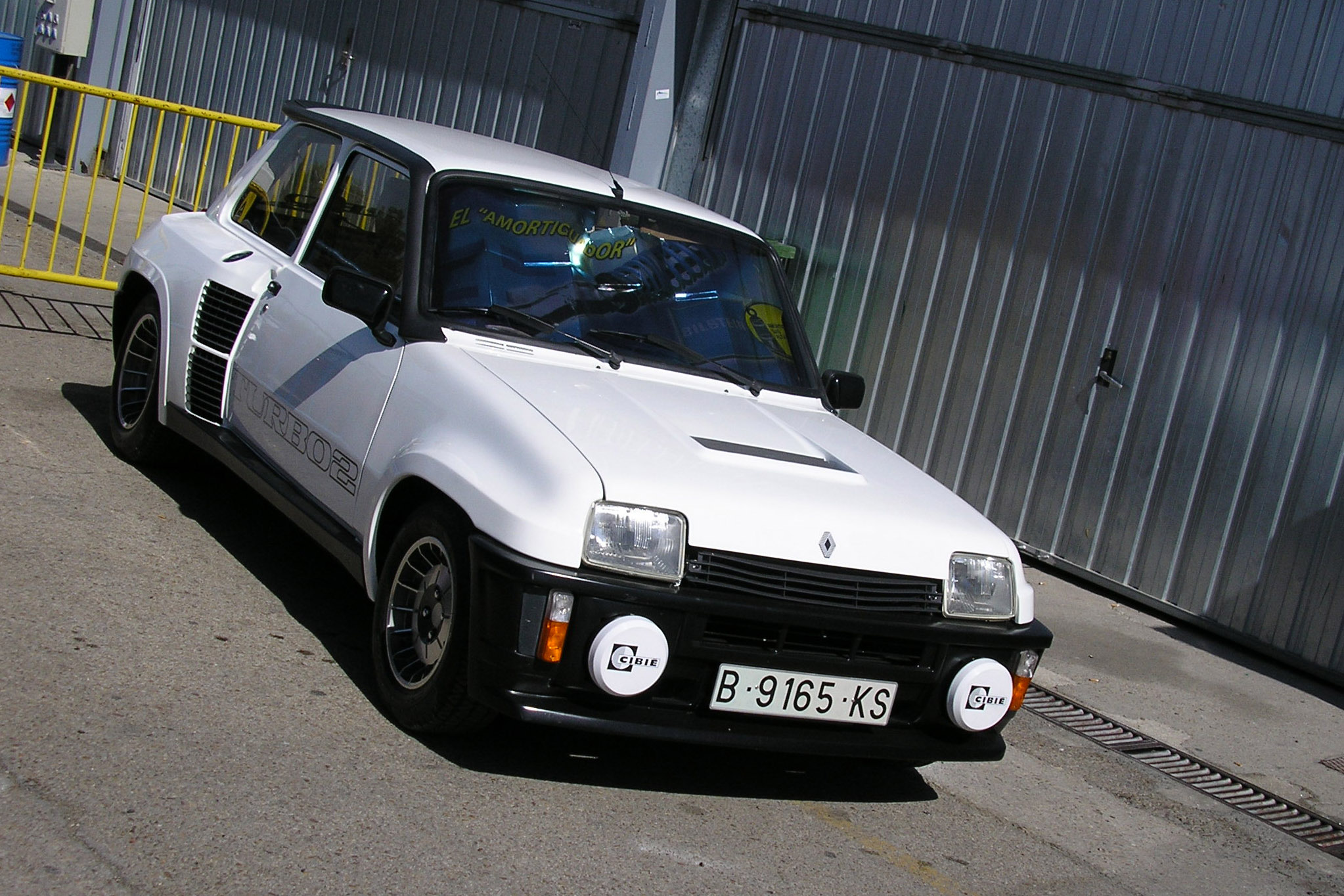
El Renault 5 Turbo 2 era similar al Turbo 1 y su principal diferencia externa era un rótulo en los portones laterales con el texto «Turbo2».

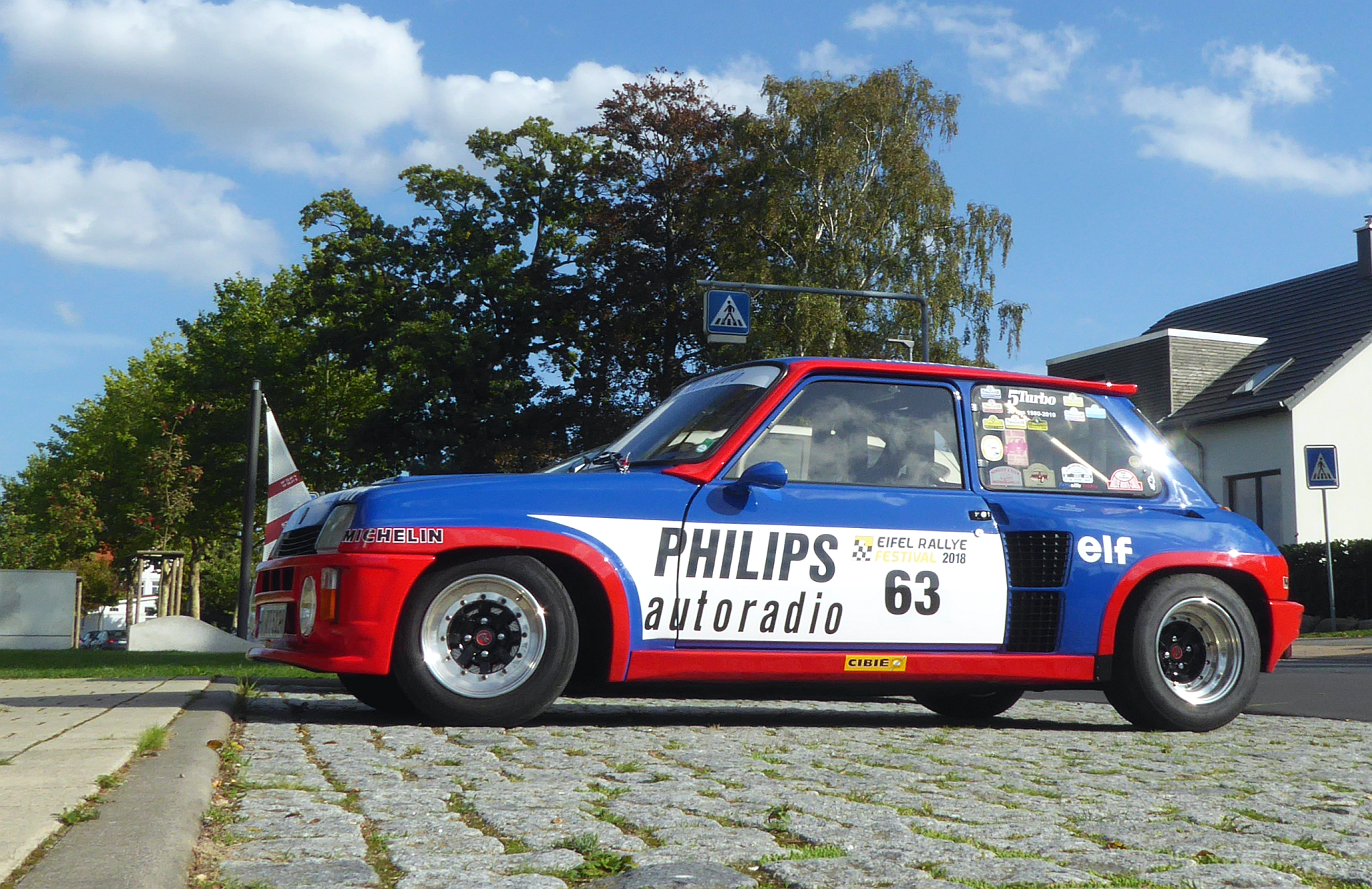
El Renault 5 Turbo 2: vista del lado del conductor

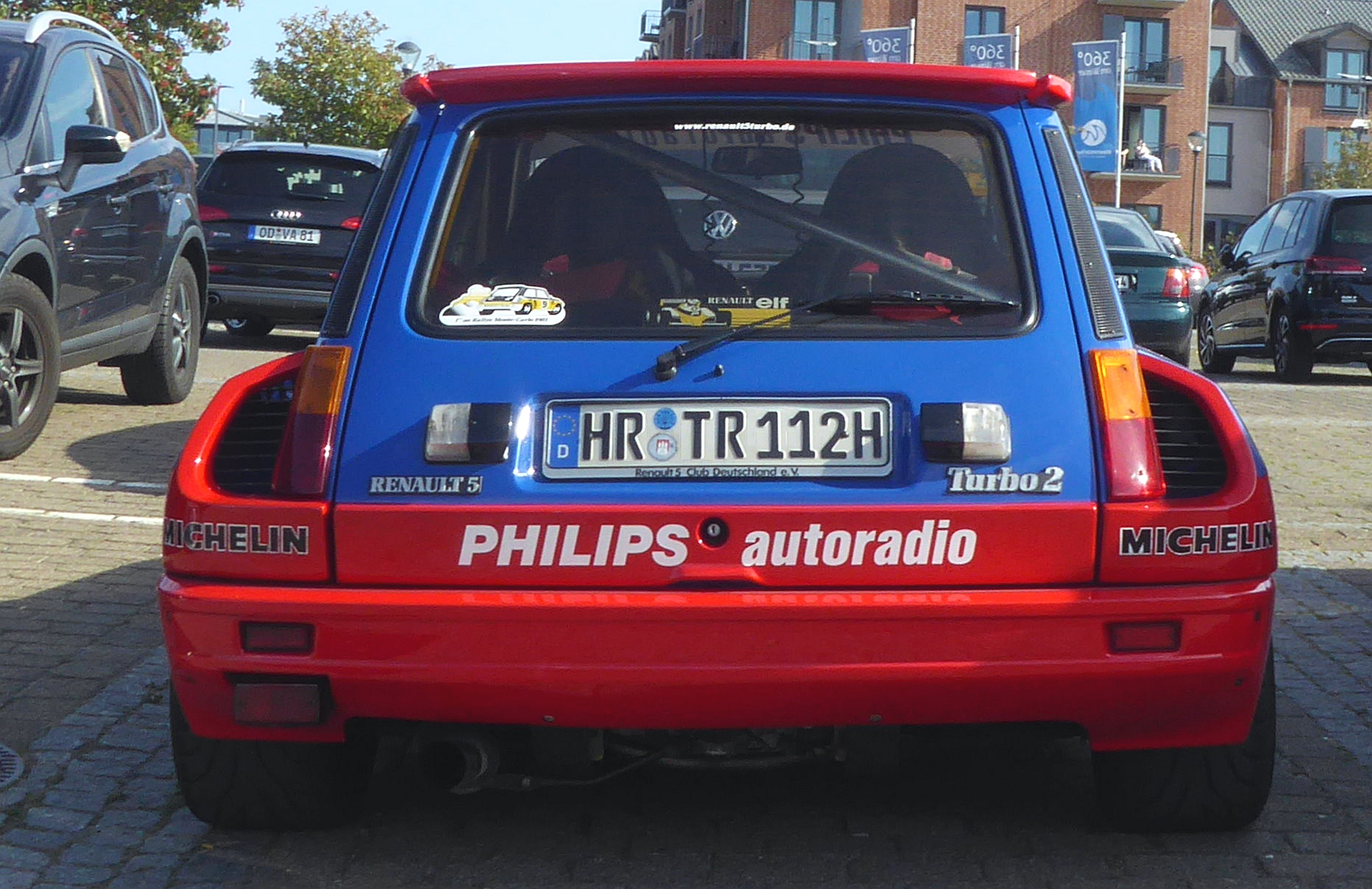
El Renault 5 Turbo 2: mirando la parte trasera del vehículo

En 1983 se lanzó una versión denominada Renault 5 Turbo 2, con carrocería de acero que lo hacía más lento y por tanto no fue tan competitivo como su predecesor. La intención, sin embargo, de Renault era desarrollar una versión del coche para ser homologado como Grupo B, categoría que solo requería la fabricación de 200 unidades del modelo de serie para obtener la homologación frente a las 400 del grupo 4. El R5 Turbo 2, por tanto, fue más barato de construir aunque no tan rápido en competición y compartía muchos elementos del motor delantero del Renault 5 Gordini Turbo. La aparición de esta versión provocó que para diferenciarlos al primer R5 Turbo se le llamase popularmente como «Turbo 1» a pesar de que esta nomenclatura nunca había sido oficial.
Las principales diferencias del R5 Turbo 2 respecto al R5 Turbo eran la ausencia de los baquets, la sustitución del tablero de instrumentos y la utilización del acero en lugar del aluminio, que le dotó de 30 kg más de peso. En 1998 Renault lanzó al mercado una versión del Renault Clio inspirada en el R5 Turbo 2 y también con motor central que llamó Renault Clio V6 Renault Sport.

### Renault 5 Maxi Turbo

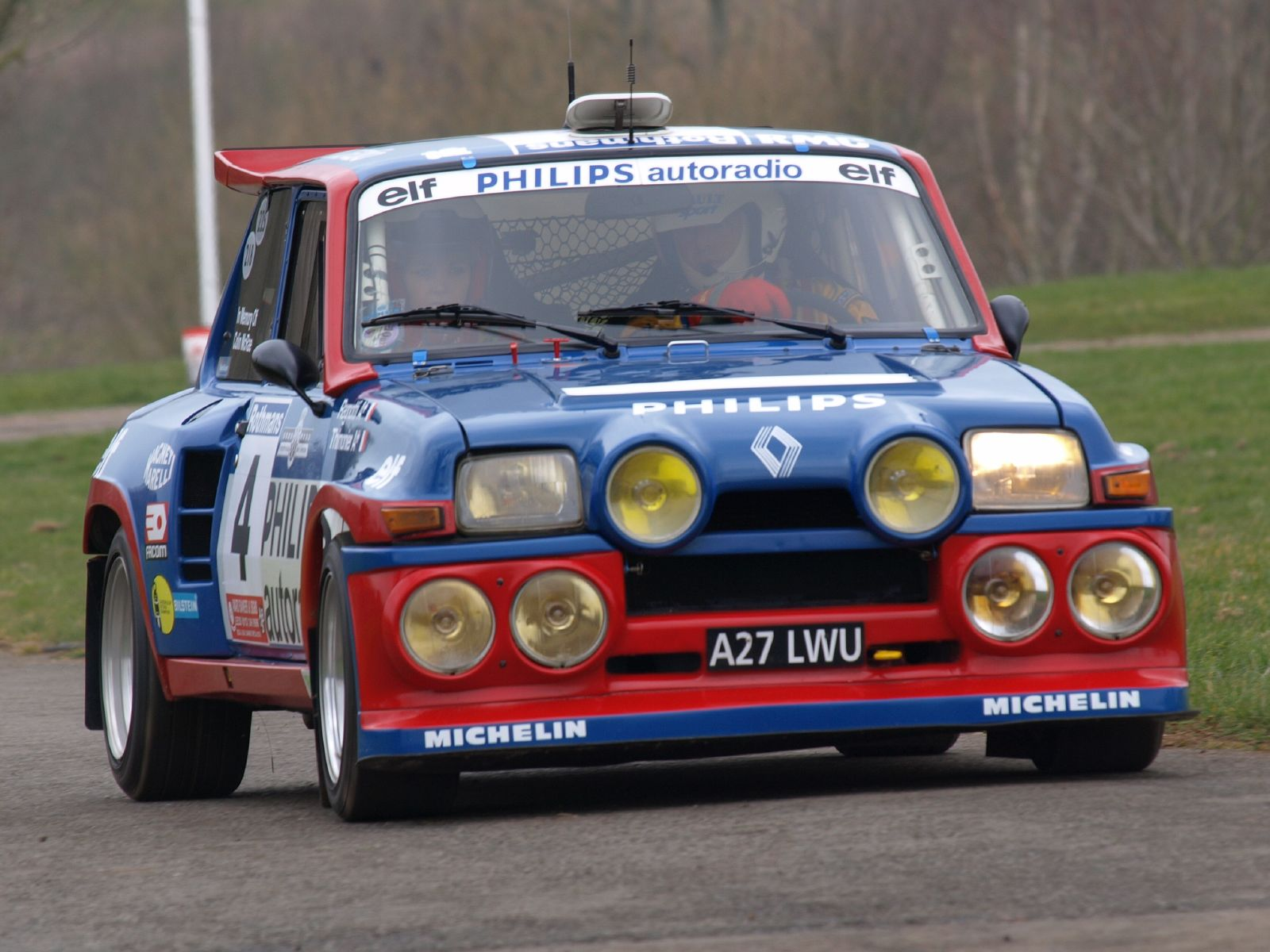
El Renault 5 Maxi Turbo tenía un frontal dotado de seis focos redondos que lo hizo característico.

El Renault 5 Maxi Turbo fue la última versión y se concibió con la intención de ser homologado en la categoría grupo B, que se estableció en 1983 y que desapareció en 1986. La marca incorporó al nuevo modelo varias novedades. Se mantuvo el bloque motor pero se aumentó su cubicaje hasta los 1586 cc con un sistema de inyección que pasaba a ser mecánico de la marca Bosch. Se sustituyó el turbo de tipo Garret T3 por uno de tipo Garret T4/T3 que aportaba 2,85 bares de presión y estaba refrigerado por un intercooler de tipo aire/agua instalado en la parte frontal del coche. El Maxi Turbo rendía 350 cv a 6500 rpm, lo que aumentaba considerablemente la potencia respecto a su antecesor. Disponía de caja de cambios de cinco relaciones manual con pequeños cambios como la carcasa diseñada en magnesio y pensada para ser sustituida rápidamente durante las asistencias de un rally. El eje trasero motriz contaba con un diferencial autoblocante de disco tarado. El chasis del Maxi Turbo se tomó del coche de serie construido en acero, aunque la marca trató de reducir su peso a la vez que aumentar la rigidez instalando la jaula de seguridad de aluminio, por lo que tenía un peso 905 kg (1995 libras), lo que daba una relación de peso/potencia de 2.58 kg/cv. Las puertas y el techo también estaban hechos de aluminio, mientras que el resto se fabricó con fibra de carbono y kevlar, materiales habituales en otros modelos del grupo B. La suspensión era igual que la del Renault 5 Turbo, aunque con amortiguadores de gas tipo Bilstein y muelles de doble flexibilidad. Contaba con frenos de disco ventilados y perforados de 21,5 mm (0,8 pulgadas) y un diámetro de 277 mm (10,9 pulgadas) con pinzas AP Racing de cuatro pistones con un reparto de frenada regulable y freno de mano hidráulico. El Maxi Turbo montó unos neumáticos 8 x 15 delante y 11 x 15 detrás, diferentes a los del R5 Turbo de carreras debido a que la normativa de grupo B regulaba el tipo de neumáticos en función del motor. La gran diferencia entre el R5 Turbo y el Maxi Turbo fue en el exterior. Mientras el primero montaba en algunos casos faros supletorios adicionales colgados en la parte frontal, el segundo los llevaba completamente integrados en el frontal. Se le incorporó también un alerón trasero de tamaño considerable.
Para homologarlo como grupo B, Renault tenía que construir 200 unidades del Maxi Turbo, pero debido a las pocas diferencias entre este y el R5 Turbo, que era un grupo 4, una segunda homologación de dicho coche permitió que tan solo fuesen necesarias 25. Incluso algunos modelos del R5 Turbo ya existentes fueron evolucionados como grupo B. El Maxi Turbo debutó en competición con victoria en el Rally de Córcega de 1985 y solo estuvo un año más, puesto que en 1986 el grupo B fue prohibido, y al igual que otros vehículos de la categoría, los R5 de competición se destinaron a competiciones donde estos todavía podrían participar, como el rallycross, algunos de ellos modificados con tracción a las cuatro ruedas.

## Ediciones especiales

### Renault 5Tour de Corse
La versión del Renault 5 Turbo para la competición, que se presentó en 1983, recibió el apelativo de Tour de Corse, en honor a la prueba donde Jean Ragnotti había logrado la victoria en 1982. Se diferenciaba de los demás modelos en la posición de los intermitentes, que al contrario que en los otros, en este estaban colocados en posición vertical en vez de horizontal.

### Renault 5des Cevennes
La primera edición especial del R5 Turbo recibió el apelativo des Cevennes en honor a la prueba de rally de Francia que lleva este nombre.

### Renault 5 TurboCoppa
Existió también una versión para la competición en circuitos que recibió el nombre de R5 Turbo Coppa.

## Competición
El Renault 5 Turbo debutó en competición en el Giro de Italia de 1979 conducido por dos pilotos habituales de la marca, Guy Frequelin y Gérard Larrousse, y posteriormente hizo su debut en el campeonato del mundo de rally el 24 de octubre de 1980 en el Tour de Corse, donde tomaron la salida hasta siete unidades, la más destacada la de Bruno Saby, que terminó en la cuarta posición.  La primera victoria llegó en el mes de enero del año siguiente en el Rally de Montecarlo de 1981, con Jean Ragnotti como autor. Al año siguiente, el mismo piloto le dio la segunda victoria al R5 Turbo, esta vez en el Rally de Córcega. La aparición posteriormente del grupo B y de vehículos con tracción integral como el Audi Quattro o el Peugeot 205 Turbo 16, sumada a la falta de implicación de la marca en el campeonato, no permitió que el R5 siguiese cosechando éxitos, hasta la construcción del Renault 5 Maxi Turbo, que dentro de la categoría de grupo B obtuvo dos victorias más. La primera en 1985 y de nuevo con Jean Ragnotti en el Rally de Córcega, y la segunda la del piloto portugués Joaquim Moutinho, que venció en el Rally de Portugal de 1986 debido en gran medida al abandono de los pilotos oficiales tras un accidente mortal donde fallecieron tres personas. Precisamente este incidente y otros posteriores supusieron la prohibición del grupo B para 1987. El R5 quedó relegado a categorías donde estos vehículos sí podían competir, como el rallycross, las carreras sobre hielo y las 24 Horas de Chamonix, donde siguió cosechando algunos éxitos.
Fuera del campeonato del mundo el R5 Turbo y el Maxi Turbo también obtuvieron varias victorias y títulos. En el Campeonato de España de Rally, el piloto Genito Ortiz fue campeón en 1983 con el Renault 5 Turbo, y en 1985 Guillermo Barreras lograría lo mismo pero en el campeonato de tierra. Carlos Sainz disputó las temporadas 1985 y 1986 con un Renault 5 Maxi Turbo oficial de Renault Madrid, logrando el subcampeonato en ambos años. En el Campeonato de Francia de Rally los pilotos Bruno Saby en 1981, y Jean-Luc Thérier en 1982, se proclamaron campeones con un Renault 5 Turbo.
Además de a los rallies el R5 turbo también fue destinado a las competiciones en circuito, donde se organizaron copas monomarca del modelo francés.

### Victorias en el Campeonato Mundial de Rally
| N.º | Año  | Rally                                  | Piloto           | Copiloto         | Modelo     |
| --- | ---- | -------------------------------------- | ---------------- | ---------------- | ---------- |
| 1   | 1981 | 49ème Rallye Automobile de Monte-Carlo | Jean Ragnotti    | Jean-Marc Andrié | R5 Turbo   |
| 2   | 1982 | 26éme Tour de Corse                    | Jean Ragnotti    | Jean-Marc Andrié | R5 Turbo   |
| 3   | 1985 | 26éme Tour de Corse                    | Jean Ragnotti    | Jean-Marc Andrié | Maxi Turbo |
| 4   | 1986 | 20º Rallye de Portugal Vinho do Porto  | Joaquim Moutinho | Edgar Fortes     | R5 Turbo   |

### Victorias en el Campeonato de Francia de Rally
| Ver todas la victorias (26) | Ver todas la victorias (26) | Ver todas la victorias (26)     | Ver todas la victorias (26) | Ver todas la victorias (26) | Ver todas la victorias (26) | Ver todas la victorias (26) |
| N.º                         | Año                         | Rally                           | Piloto                      | Copiloto                    | Modelo                      |                             |
| --------------------------- | --------------------------- | ------------------------------- | --------------------------- | --------------------------- | --------------------------- | --------------------------- |
| 1                           | 1981                        | Rallye Lyon-Charbonnières       | Bruno Saby                  | Joseph Sévelinge            | R5 Turbo                    |                             |
| 2                           | 1981                        | Rallye de Lorraine              | Bruno Saby                  | Françoise Sappey            | R5 Turbo                    |                             |
| 3                           | 1981                        | Rallye du Mont-Blanc            | Bruno Saby                  | Françoise Sappey            | R5 Turbo                    |                             |
| 4                           | 1981                        | Rallye du Var                   | Dominique de Meyer          | Dominique Brezot            | R5 Turbo                    |                             |
| 5                           | 1982                        | Rallye des Garrigues            | Bruno Saby                  | Françoise Sappey            | R5 Turbo                    |                             |
| 6                           | 1982                        | Critérium Alpin                 | Jean-Luc Thérier            | Michel Vial                 | R5 Turbo                    |                             |
| 7                           | 1982                        | Tour de Corse                   | Jean Ragnotti               | Jean-Marc Andrié            | R5 Turbo                    |                             |
| 8                           | 1982                        | Rallye Terre de Provence        | François Chatriot           | Annick Peuvergne            | R5 Turbo                    |                             |
| 9                           | 1982                        | Rallye du Mont-Blanc            | Bruno Saby                  | Françoise Sappey            | R5 Turbo                    |                             |
| 10                          | 1982                        | Rallye des 1000 Pistes          | Jean-Luc Thérier            | Michel Vial                 | R5 Turbo                    |                             |
| 11                          | 1982                        | Rallye Terre de Biarritz        | Jean-Luc Thérier            | Michel Vial                 | R5 Turbo                    |                             |
| 12                          | 1983                        | Critérium Alpin                 | Bruno Saby                  | Chris Williams              | R5 Turbo                    |                             |
| 13                          | 1983                        | Rallye Terre de Provence        | Bruno Saby                  | Chris Williams              | R5 Turbo                    |                             |
| 14                          | 1983                        | Rallye d'Antibes                | Jean-Luc Thérier            | Michel Vial                 | R5 Turbo                    |                             |
| 15                          | 1984                        | Critérium Alpin                 | Jean Ragnotti               | Pierre Thimonier            | R5 Turbo                    |                             |
| 15                          | 1984                        | Rallye du Mont-Blanc            | Jean Ragnotti               | Pierre Thimonier            | R5 Turbo                    |                             |
| 16                          | 1984                        | Tour de Francia Automovilístico | Jean Ragnotti               | Pierre Thimonier            | R5 Turbo                    |                             |
| 17                          | 1985                        | Tour de Corse                   | Jean Ragnotti               | Pierre Thimonier            | Maxi Turbo                  |                             |
| 18                          | 1985                        | Rallye du Touquet               | François Chatriot           | Michel Périn                | Maxi Turbo                  |                             |
| 19                          | 1985                        | Rallye du Mont-Blanc            | François Chatriot           | Michel Périn                | Maxi Turbo                  |                             |
| 20                          | 1985                        | Tour de Francia Automovilístico | Jean Ragnotti               | Pierre Thimonier            | Maxi Turbo                  |                             |
| 21                          | 1985                        | Rallye Alsace-Vosges            | Jean Ragnotti               | Pierre Thimonier            | Maxi Turbo                  |                             |
| 22                          | 1985                        | Rallye du Var                   | François Chatriot           | Michel Périn                | Maxi Turbo                  |                             |
| 23                          | 1986                        | Rallye des Garrigues            | François Chatriot           | Michel Périn                | Maxi Turbo                  |                             |
| 24                          | 1986                        | Critérium Alpin                 | François Chatriot           | Michel Périn                | Maxi Turbo                  |                             |
| 25                          | 1986                        | Tour de Francia Automovilístico | François Chatriot           | Michel Périn                | Maxi Turbo                  |                             |
| 26                          | 1986                        | Rallye du Var                   | François Chatriot           | Michel Périn                | Maxi Turbo                  |                             |

### Victorias en el Campeonato de España de Rally
| Ver todas la victorias (15) | Ver todas la victorias (15) | Ver todas la victorias (15)   | Ver todas la victorias (15) | Ver todas la victorias (15) | Ver todas la victorias (15) | Ver todas la victorias (15) |
| N.º                         | Año                         | Rally                         | Piloto                      | Copiloto                    | Modelo                      |                             |
| --------------------------- | --------------------------- | ----------------------------- | --------------------------- | --------------------------- | --------------------------- | --------------------------- |
| 1                           | 1981                        | Rally Cataluña                | Eugenio Ortiz               | Guillermo Barreras          | R5 Turbo                    |                             |
| 2                           | 1981                        | Rally Príncipe de Asturias    | Eugenio Ortiz               | Susi Cabal                  | R5 Turbo 2                  |                             |
| 3                           | 1982                        | Rally Villa de Llanes         | Eugenio Ortiz               | Bandera de ?                | R5 Turbo 2                  |                             |
| 4                           | 1982                        | Rally El Corte Inglés         | Eugenio Ortiz               | Guillermo Barreras          | R5 Turbo                    |                             |
| 5                           | 1983                        | Rally Príncipe de Asturias    | Eugenio Ortiz               | Susi Cabal                  | R5 Turbo 2                  |                             |
| 6                           | 1983                        | Rally Villa de Llanes         | Eugenio Ortiz               | Bandera de ?                | R5 Turbo 2                  |                             |
| 7                           | 1983                        | Rally de Avilés               | Eugenio Ortiz               | Susi Cabal                  | R5 Turbo 2                  |                             |
| 8                           | 1983                        | Rally El Corte Inglés         | Eugenio Ortiz               | Ramón Mínguez               | R5 Turbo                    |                             |
| 9                           | 1984                        | Criterium Montseny-Guilleries | Jaume Pons                  | Josep Autet                 | R5 Turbo                    |                             |
| 10                          | 1985                        | Rally Vasco Navarro           | Carlos Sainz                | Antonio Boto                | Maxi Turbo                  |                             |
| 11                          | 1985                        | Rally El Corte Inglés         | Carlos Sainz                | Antonio Boto                | Maxi Turbo                  |                             |
| 12                          | 1985                        | Rally Ciudad de Santa Cruz    | Carlos Sainz                | Antonio Boto                | Maxi Turbo                  |                             |
| 13                          | 1986                        | Rally Sierra Morena           | Carlos Sainz                | Antonio Boto                | Maxi Turbo                  |                             |
| 14                          | 1986                        | Rally El Corte Inglés         | Carlos Sainz                | Antonio Boto                | Maxi Turbo                  |                             |
| 15                          | 1986                        | Rally Valeo                   | Carlos Sainz                | Antonio Boto                | Maxi Turbo                  |                             |